# نظرية المجال البلوري
نظرية المجال البلوري (CFT) (Crystal field theory) اللون، والأطياف، والخواص المغناطيسية للمعادن المجمعات و المعقدات يمكن تفسيرها من خلال نمذجة تأثيرها بروابط على الطاقات المدارية «d» المعدن.
ويرجع ذلك إلى الكهربية الساكنة التي ينتجها (ألانيون المجاور) حسب التوزيع المحيط.

## نظرة عامة
لقد تم التوصل لنظرية المجال البلوري من قبل كل من بيث (Bethe) و فان فلك (Van Vleck) في نفس الوقت الذي ظهرت فيه نظرية رابطة التكافؤ لبولنك وقد استعملت هذه النظرية على نطاق واسع من قبل الفيزيائيين ولكنها بقيت غير معروفة للكيميائيين حتى سنة (1950) .
إن سبب تفوق نظرية رابطة التكافؤ على نظرية المجال البلوري لمدة (20) عاماً كان نتيجة لإجابة النظرية على جميع الأسئلة الموجهة من قبل الفيزيائيين خلال تلك المدة والتي تتعلق بالأشكال الهندسية والصفات المغناطيسية للمركبات التساهمية التي حضرت في ذلك الوقت . ولقد بين فان فلك سنة (1935) أن كل من نظرية رابطة التكافؤ و نظرية المجال البلوري هي حالة خاصة من نظرية المدارات الجزيئية (Molecular Orbital Theory) .
ولمعرفة قوى التجاذب والتنافر المسئولة عن تأثيرات المجال البلوري فمن الضروري معرفة العلاقات الهندسية للمدارات (d) أي كيف تتوزع الشحنات الإليكترونية لهذه المدارات بالنسبة للمحاور الأساسية (x , y , z) . وشكل مدارات (d)

## فرضيات النظرية
تفترض النظرية الفروض الآتية :
1- أن الرابطة بين الذرة المركزية والمرتبط هو رباط أيوني اليكتروستاتيكي بنسبة (100 %).
2- تعتبر المجموعة المعطية أو المرتبط عبارة عن نقطة سالبة الشحنة وعلى ذلك عندما تحيط عدة مجموعات بأيون الفلز المركزي ينشأ مجال الكتروستاتيكي حول هذا الأيون . هذا المجال يسمى (Ligand field).
3-تحت المدارات (d) الخمسة لأيون الفلز الانتقالي في الحالة الغازية تكون متساوية في الطاقة ويكون تأثير المجال الناشئ عن المجموعات المعطية هو إزالة التساوي في الطاقة لتحت المدارات (d) الخمسة وبالتالي تنفصل تحت المدارات الخمس تبعا لنظام تناسق هذه المجموعات حول ذر الفلز المركزية .

### الدوران العالي و الدوران المنخفض

Low Spin [Fe(NO_{2})_{6}]^{3−} crystal field diagram

High Spin [FeBr_{6}]^{3−} crystal field diagram

## طاقة استقرار المجال بلور
إذا كان الفرق بين طاقتي المستويين (t2g) و (eg) كبيره بحيث تكون الطاقة اللازمة لانتقال الإلكترون على إحدى مدارات المستوى (eg) أكثر من طاقة الازدواج (P <) ، فإن الالكترونات ستزدوج في مدارات المستوى (t2g) بدلا من الدخول في مدارات المستوى (eg) الذي يحتاج إلى طاقة أكثر مقارنة بالطاقة اللازمة لازدواج الالكترونات في (t2g) ، إن هذه الحالة تعرف بالمجال القوي .
وعند توزيع الالكترونات في المدار (d4) نجد أن تتوزع ثلاث الكترونات في المستوى (t2g) و ولن يدخل في المستوى (eg) الذي يحتاج طاقة أعلى .
ولحساب طاقة المجال البلوري في حالة المستوى (0 = eg) ، (4 = t2g).= CFSE
وللترتيب الإلكتروني (d5) = CFSE
وللترتيب الإلكتروني (d6) = CFSE
وللترتيب الإلكتروني (d7) يدخل الإلكترون السابع في المستوى غير المستقر (eg) وتصبح : = CFSE 12.00 Normal 0 false false false EN-GB X-NONE AR-SA MicrosoftInternetExplorer4

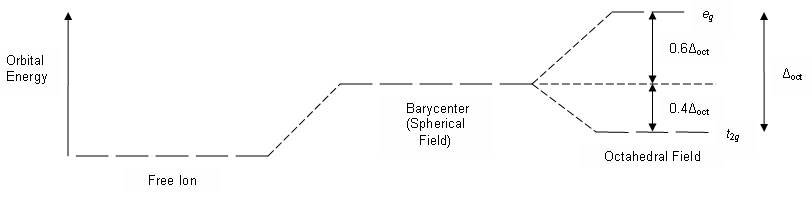
Octahedral crystal field stabilization energy